# Donna d'onore 2
Donna d'onore 2 (Vendetta II: The New Mafia) è una miniserie televisiva di produzione statunitense e italiana, diretta da Ralph L. Thomas, sequel di Donna d'onore del 1990.
La miniserie è tratta dal romanzo omonimo di Sveva Casati Modignani del 1988.